# Anonimo (relojes)
Anonimo Watches SA es una empresa relojera italiana. Sus relojes se fabrican en Florencia, con movimientos suizos suministrados por ETA o Sellita.

## Historia
La empresa fue fundada en 1997 en Florencia, Italia, por Federico Massacesi y solo fabrica relojes mecánicos con precios comprendidos entre los 2500 y más de 10.000 dólares (en el año 2021).
Cuando el fabricante de relojes Panerai se trasladó de Florencia a Neuchâtel, muchos de sus relojeros fueron contratados por Anonimo.
En 2013, Anonimo Firenze fue transferida a un grupo privado de inversores europeos y se convirtió en Anonimo SA, trasladando su sede central a Suiza, pero manteniendo su condición de marca de relojes independiente.

## Modelos
Los modelos actuales utilizan movimientos automáticos producidos por Sellita, un productor suizo independiente fundado en 1950:
- 1997 Millemetri: reloj de buceo de 120 ATM.
- 2001 Militare
- 2002 Match racing: un cronógrafo de vela.
- 2003 Professionale: reloj de buceo probado a 200 ATM.
- 2003 Anonimo Dino Zei
- 2003 Cronoscopio
- 2003 Militare Crono
- 2005 Polluce
- 2005 Nautilo
- 2007 Dino Zei San Marco
- 2018 Epurato